# Drum național 79
Der Drum național 79 (rumänisch für „Nationalstraße 79“, kurz DN79) ist eine Hauptstraße in Rumänien. Die Straße bildet zugleich einen Teilabschnitt der Europastraße 671.

## Verlauf
Die Straße beginnt in der Stadt Arad als nördliche Fortsetzung des Drum național 69 am Drum național 7 (Europastraße 68) und verläuft in nordnordöstlicher Richtung durch die Große Ungarische Tiefebene über die Stadt Chișineu-Criș, wo sie den Drum național 79A kreuzt, der im Westen über die Grenze zu Ungarn in die Stadt Gyula und nach Osten über Ineu zum Drum național 76 (Europastraße 79) führt, und die Stadt Salonta, von wo der Drum național 79B ebenfalls nach Ungarn führt, nach Oradea (Großwardein). Dort trifft sie auf den Drum național 1 (Europastraße 60) und endet an diesem. Ihre nördliche Fortsetzung bildet der Drum național 19.
Die Länge der Straße beträgt rund 116 Kilometer.